# HFC EDO in het seizoen 1962/63
Het seizoen 1962/1963 was het negende jaar in het bestaan van de Haarlemse betaaldvoetbalclub EDO. De club kwam uit in de Tweede divisie B en eindigde daarin op de 15e plaats. Tevens deed de club mee aan het toernooi om de KNVB beker, hierin werd in de eerste ronde, na verlenging, verloren van De Graafschap (1–2).

## Wedstrijdstatistieken

### Tweede divisie B
|       | Baronie | BVV   | D.F.C. | 't Gooi | Haarlem | Helmondia '55 | Hermes DVS | Hilversum | HVC   | LONGA | NOAD  | PEC   | RCH   | SVV   | Wilhelmina | Xerxes |
| ----- | ------- | ----- | ------ | ------- | ------- | ------------- | ---------- | --------- | ----- | ----- | ----- | ----- | ----- | ----- | ---------- | ------ |
| Thuis | 2 – 0   | 0 – 6 | 0 – 0  | 2 – 1   | 2 – 3   | 2 – 2         | 2 – 2      | 1 – 1     | 2 – 0 | 1 – 4 | 2 – 2 | 1 – 0 | 1 – 2 | 2 – 3 | 3 – 2      | 2 – 3  |
| Uit   | 0 – 0   | 0 – 0 | 4 – 0  | 4 – 0   | 5 – 1   | 1 – 2         | 5 – 1      | 1 – 5     | 2 – 1 | 1 – 1 | 4 – 0 | 3 – 1 | 4 – 2 | 1 – 1 | 3 – 0      | 4 – 0  |

### KNVB beker
| 1e ronde                                         | EDO           | 1 – 2 (1 – 1, 1 – 1) Na verlenging | De Graafschap              |
| 14 oktober 1962 Plaats: Haarlem Noordersportpark | Chris Berends |                                    | Jan van der Werf Theo Huls |

## Statistieken EDO 1962/1963

### Eindstand EDO in de Nederlandse Tweede divisie B 1962 / 1963
| Stand | Gespeeld | Gewonnen | Gelijk | Verloren | Punten | Doelpunten voor | Doelpunten tegen |
| ----- | -------- | -------- | ------ | -------- | ------ | --------------- | ---------------- |
| 15e   | 32       | 7        | 9      | 16       | 23     | 39              | 73               |

### Topscorers
| #              | Naam                      | Goal |
| -------------- | ------------------------- | ---- |
| 1.             | Doby Peters               | 13   |
| 2.             | H. van Beekum             | 6    |
| 3.             | De Kleijn                 | 5    |
| 4.             | Ton Breeuwer              | 3    |
| 4.             | Wim van Dusschoten        | 3    |
| 6.             | Gerrie Krooder            | 2    |
| 6.             | Van Noort                 | 2    |
| 8.             | George Brietner           | 1    |
| 8.             | Roel Hopman               | 1    |
| 8.             | E. Nijman                 | 1    |
| 8.             | Frits van der Putten      | 1    |
| Eigen doelpunt |                           |      |
| 1.             | Martin Looman (Hilversum) | 1    |
| Totaal         | Totaal                    | 39   |

| #      | Naam          | Goal |
| ------ | ------------- | ---- |
| 1.     | Chris Berends | 1    |
| Totaal | Totaal        | 1    |